# Toa'omas
Toa'omas（或魯凱語：Tomas），是東魯凱族群大南社神話中的造人者，每個人的壽命均由此神來決定。。

## 詞意與職責
Toa'omas的意思來自於「人('omas)」，為人類生命的創造者，並賦予人思想、靈魂以及女性的生殖能力。Toa'omas男性面叫做Domaili或Tomaaili、女性面則叫做Dei-ili或Titii，而Domaili和Dei-ili為夫妻一體的形象，皆為Toa'omas善的一面，共同創造了善人。與空間景觀的創造者Wakathi有所區別:21。
- Tsuautsuau：創造壞人的男神，為托馬斯惡的一面[4]:147。

## 基督化
1950年後，基督教開始進入大南社，而教會便將「上帝」譯為Toa'omas，是具有男性形象的全能創造者，祂創造了天地萬物，也創造了人。